# Aerotitan
Aerotitan (лат.) — род гигантских птерозавров из семейства аждархид (Azhdarchidae), известный по ископаемым остаткам из верхнемеловых (кампанский — маастрихтский ярусы, 83,6—66,0 млн лет) Патагонии (Аргентина). 
Типовой и единственный вид, Aerotitan sudamericanus, был назван и описан в 2012 году группой учёных под руководством Фернандо Новаса. Родовое наименование происходит от греческих слов ἀήρ/aer — «воздух», и «титан», указывая на то, что эти животные были по-настоящему крупными. Видовое название относится к его происхождению из Южной Америки.
Голотип MPCN-PV 0054 был найден в свите Bajo de Arriagada в Патагонии, в верхних слоях формации Аллен. Он состоит из частичного клюва с длиной сохранившегося фрагмента 264 миллиметра. Клюв вытянутый и поперечно сжатый. Челюсти зубов не имеют. Размах крыльев оценивается по крайней мере в 5 метров. 
Aerotitan был отнесён к семейству аждархид. Если это назначение верно, то это первый известный представитель данного семейства из Южной Америки.